# 緒方安雄
緒方 安雄（おがた やすお、1898年（明治31年）5月20日 - 1989年（平成元年）5月22日）は、日本の小児科医。山王病院名誉院長
曾祖父は緒方洪庵。緒方惟準の二男・銈次郎の長男として大阪府に生まれる。母方の祖父は三浦安。弟は緒方富雄。叔父に緒方章と緒方知三郎。五世祖父に佐藤泰然。旧制大阪府立天王寺中学校、旧制第三高等学校を経て、1924年東京帝国大学医学部卒業。1932年「鐵症の実験的研究」で東京帝大医学博士。1937年東宮侍医となり、今上天皇の幼時まで担当医となる。山王病院院長を経て名誉院長。

## 著書
- 赤ちゃん 育児新書 お誕生から離乳まで （東京生活社、1948年）
- 乳幼児の栄養 離乳期を主とした （医学書院 ナーセス・ライブラリ、1951年）
- 高等看護学講座 第10（小児科学）小児科学及看護法 （医学書院、1952年）
- 育児の事典 誕生から学齢まで （実業之日本社、1957年）
- 赤ちゃんの健康 誕生から満一年まで （実業之日本社、1958年）
- 赤ちゃん十二カ月事典 （岩崎書店 生活百科双書、1959年）
- 赤ちゃんのからだと病気 （婦人之友社、1960年）
- 子どものからだの基礎知識 （国土社、1960年）
- はじめての赤ちゃん 上手な育児・病気の知識 （実業之日本社、1960年）
- 育児の新事典 誕生から学齢まで （実業之日本社、1962年）
- 子どものからだの伸ばし方 （実業之日本社 子どもの伸ばし方シリーズ、1963年）
- 赤ちゃん十二カ月百科 （岩崎書店、1964年）
- 赤ちゃんの体操 （サンケイ新聞出版局、1965年）
- 赤ちゃんママパパ （文化服装学院出版局 すみれ新書、1965年）
- 育児としつけ （宮川書房 生活の新書、1967年）
- ナルちゃんのお医者さま 若いママとの対話 （文化放送、1967年）
- 赤ちゃんとともに （中央出版社 ファミリーブックス、1969年）
- 緒方博士の育児百科 （実業之日本社、1969年）
- 妃殿下と若宮さま 東宮御所で過した日々 （サンケイドラマブックス、1973年）
- 緒方博士の初孫を迎える若いおばあさんへ （三笠書房、1980年）
- お医者さんにかかるまでに 赤ちゃんと幼児の家庭看護と応急手当 （赤ちゃんとママ社、1981年）

### 共著編
- 看護学講座 [第8] 小児科学、臨床診断検査法 （日野原重明共著 学術書院、1949年）
- 玉川こども百科 つよいからだ （編 片岡京二絵　誠文堂新光社、1955年）
- 現代の生理と心理 第1 幼児の生理と心理 （井坂行男共編 医歯薬出版、1959年）
- てんてこママさん （共著 サンケイ新聞出版局、1963年）
- ママ聞いてちょうだい （山本高治郎、平井信義共著 産経新聞出版局、1963年）
- 赤ちゃんの食事 何をどう食べさせるか （東畑朝子共著　実業之日本社、1963年）
- 高等看護学講座 第20 小児科学 （馬場一雄共著 改訂新版 6版　医学書院、1964年）
- 赤ちゃん育ちなさい ママに教える育児のコツ （安井修平共編著 実業之日本社 育児教育シリーズ、1965年）

### 翻訳
- ボニー・プラデン『目で見る楽しい体操育児法 0歳から6歳まで・あなたの子どもを健康に育てよう』（白揚社、1966年）
- スタンレイ&ジャン・ベレンスタイン さく・え『ベアくんのなつやすみ』（日本パブリッシング　ビギナーブックシリーズ、1969年）